# Kängurufleisch

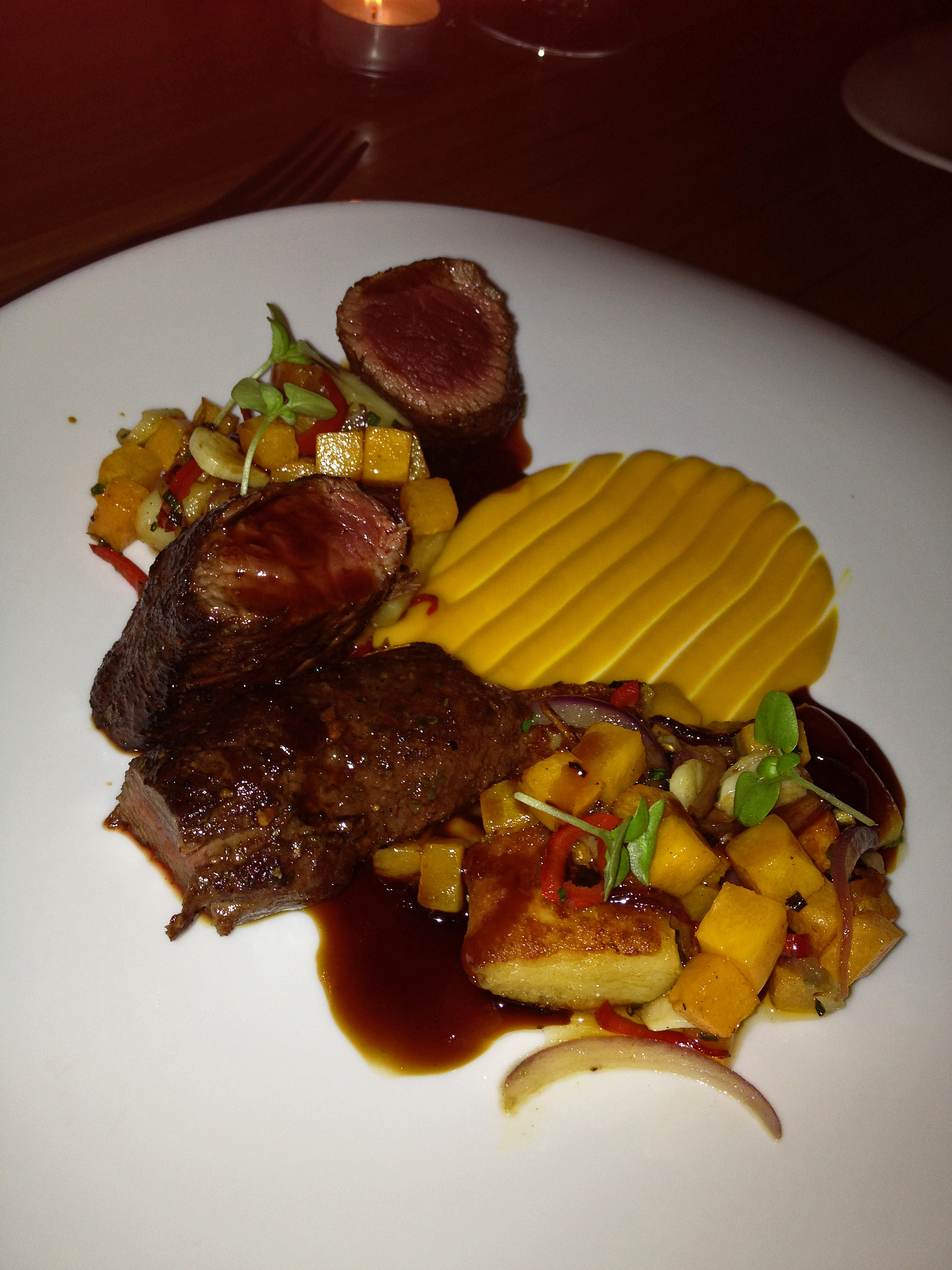
Kängurulende in einem Restaurant in Melbourne

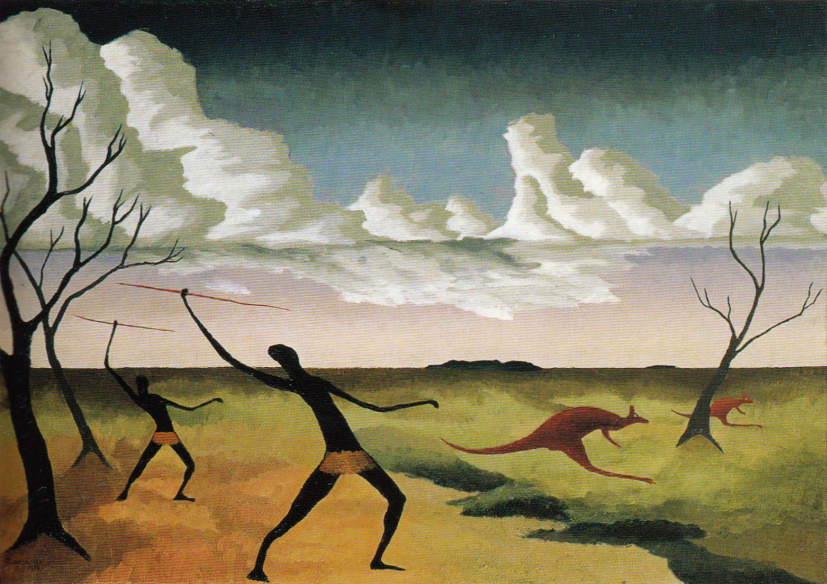
Auch die indigenen Völker Australiens jagten Kängurus wegen ihres Fleisches

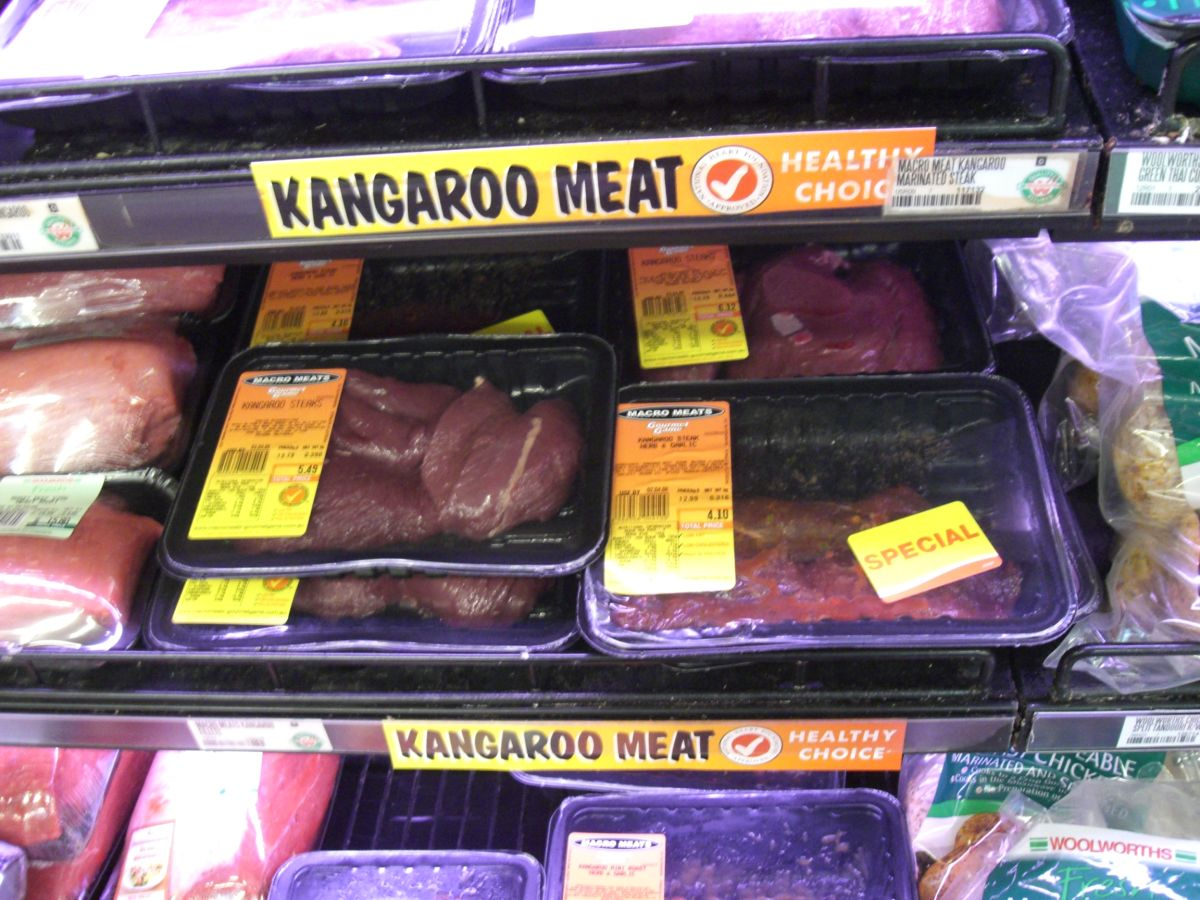
Kängurufleisch zum Verkauf in einem Supermarkt in Canberra

Als Kängurufleisch wird das Fleisch aller australischen Känguruarten bezeichnet. Es ist nicht nur in Australien erhältlich, sondern wird vor allem ins Ausland verkauft, wo die Nachfrage seit dem Auftreten von BSE bei Rindern gestiegen ist. Zudem hat Kängurufleisch eine günstige Ökobilanz, da es wie Wildbret von frei lebenden Tieren stammt, die noch dazu deutlich weniger CO2 produzieren als Rinder.
In Australien wird Kängurufleisch seit 1959 kommerziell produziert und mittlerweile in 60 Länder exportiert. Von den etwa 50 Millionen Kängurus werden jährlich etwa 3 Prozent geschossen und zu Fleisch für den menschlichen Verzehr, Tierfutter und Känguruleder verarbeitet.

## Historisches
Kängurus waren früher sowohl eine wichtige Fleischquelle für die Aborigines, die Ureinwohner Australien, als auch für die weißen Siedler. Es galt als schmackhafter als das Fleisch anderer verfügbarer Wildtiere auf dem Kontinent. Das beliebteste Gericht des 19. Jahrhunderts war den Kochbüchern und anderen Quellen zufolge der kangaroo steamer, ein Schmorgericht. Das Fleisch wurde gehackt oder klein geschnitten, gewürzt und zusammen mit fetthaltigem Schinken und etwas Wasser in einem Topf auf dem Herd einige Stunden langsam geköchelt. Das erste Rezept dafür erschien 1829.
Die Steaks wurden über offenem Feuer gegrillt. Suppe und Steaks wurden den Gästen bis etwa 1900 auch in Hotelrestaurants angeboten. Danach wurde Kängurufleisch durch Lammfleisch und Rindfleisch von den Speisekarten verdrängt, es galt zunehmend als minderwertiges Bush Food. Dieses Image hat es bis heute nicht vollständig verloren. Die Känguruschwanzsuppe ist eine Spezialsuppe, die heute auch in Deutschland vorzugsweise in festlichen Speisenfolgen angeboten wird.
Seit 2005 wird Kängurufleisch in Australien auch unter dem Namen Australus vermarktet. Dieser Name wurde beim Wettbewerb eines Feinschmeckermagazins ermittelt, bei dem 2700 Vorschläge aus 41 Ländern eingingen.
Exportiert wird das Fleisch der vier folgenden Arten:

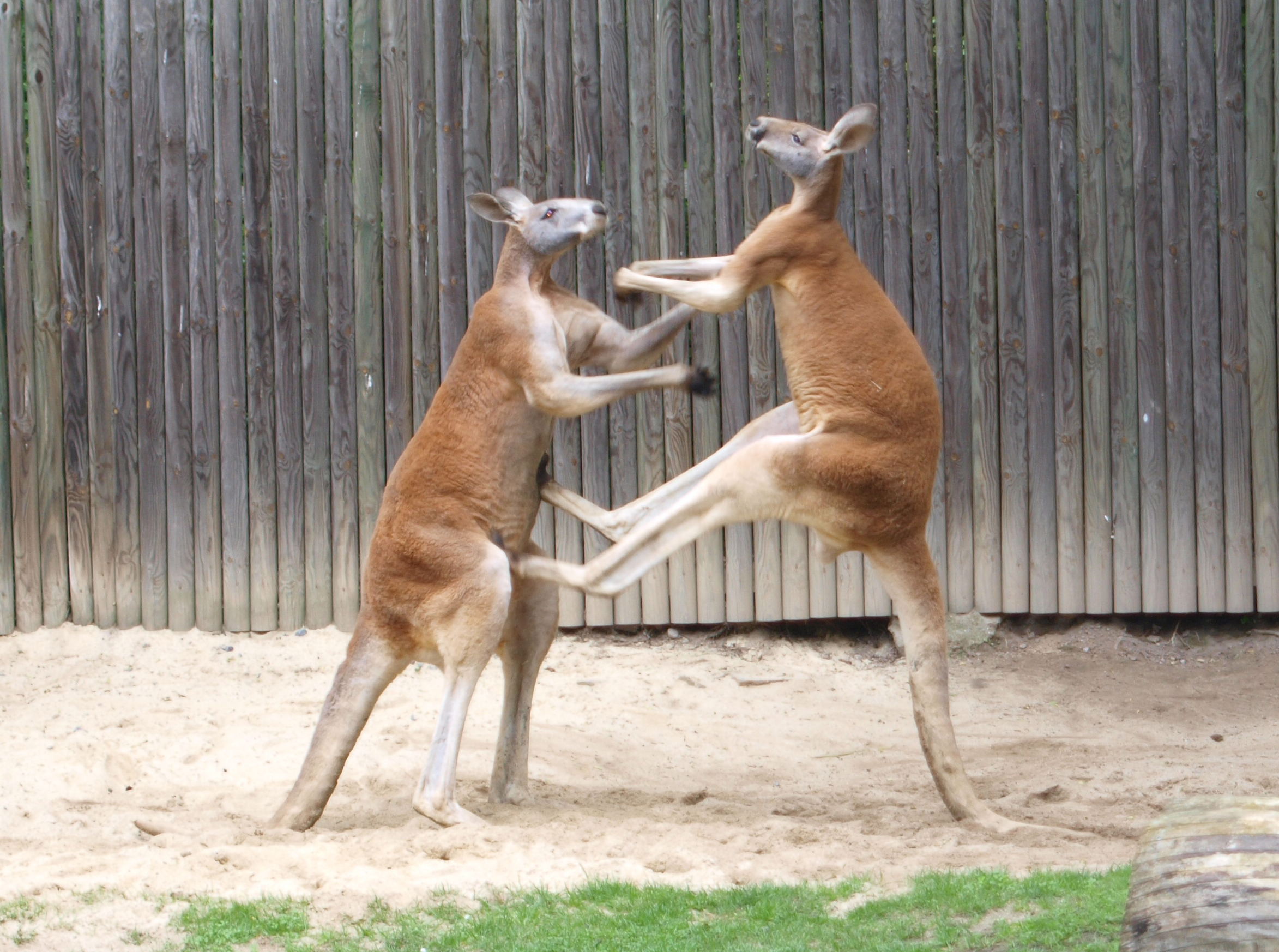
Rotes Riesenkänguru
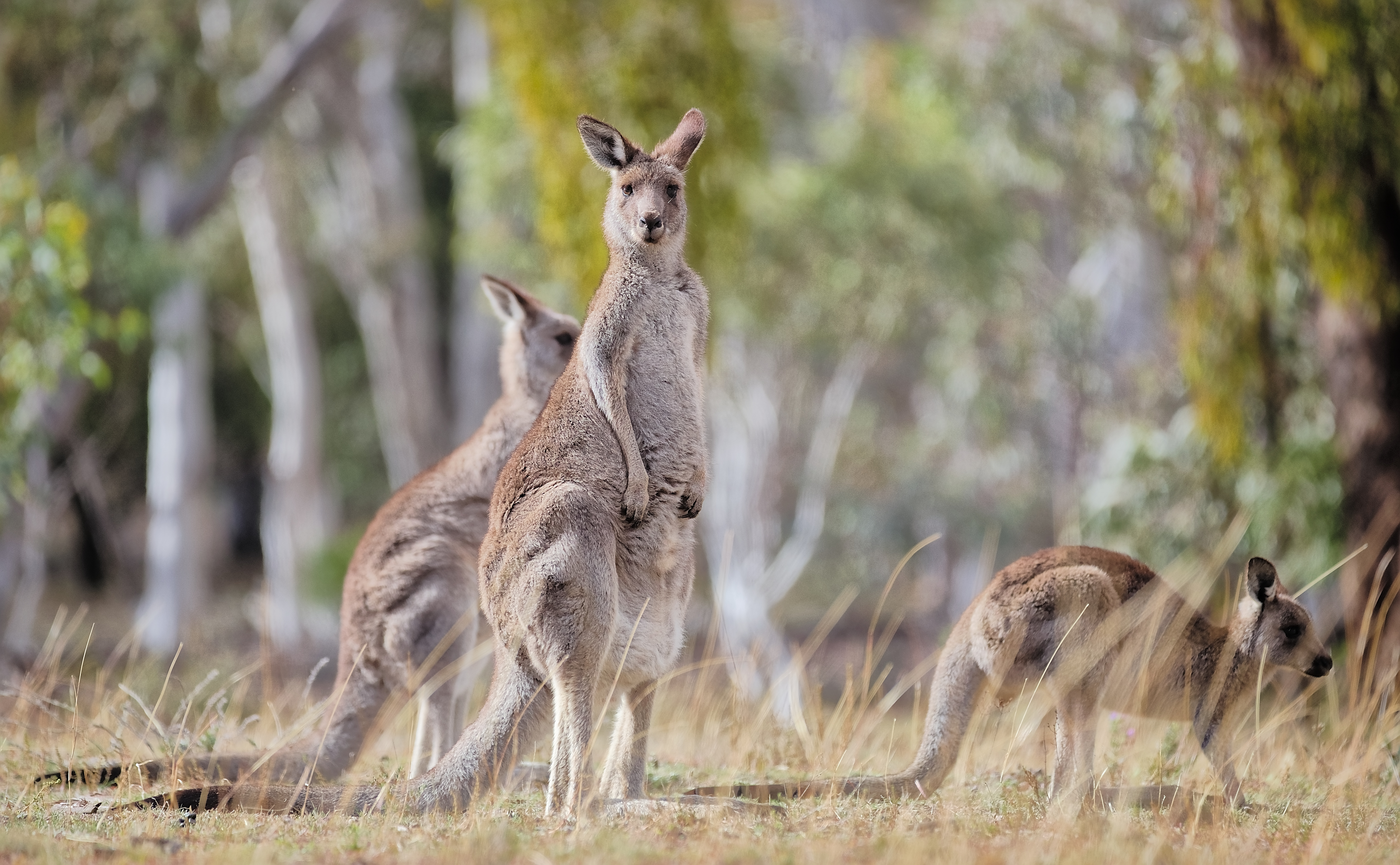
Östliches Graues Riesenkänguru
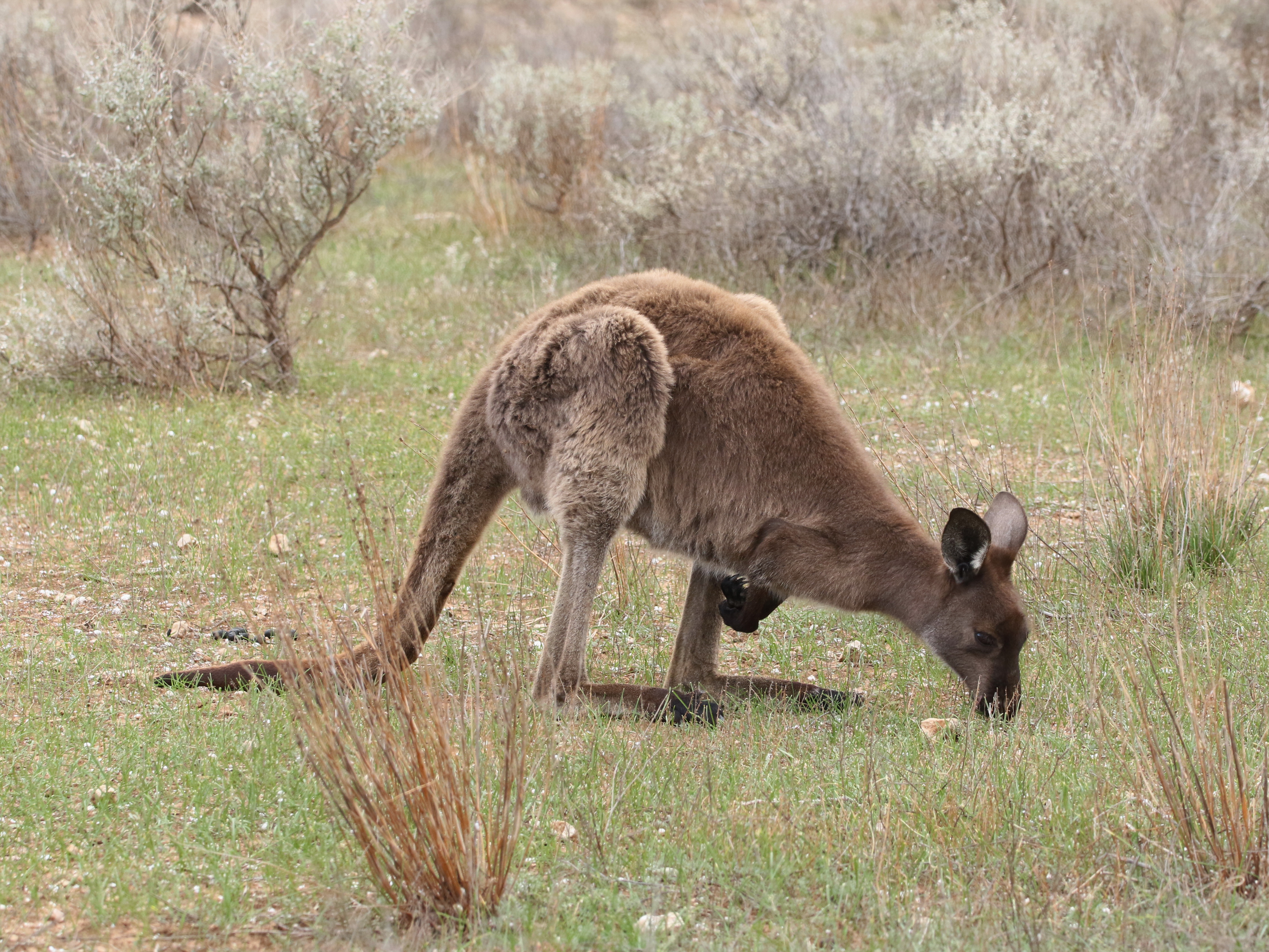
Westliches Graues Riesenkänguru
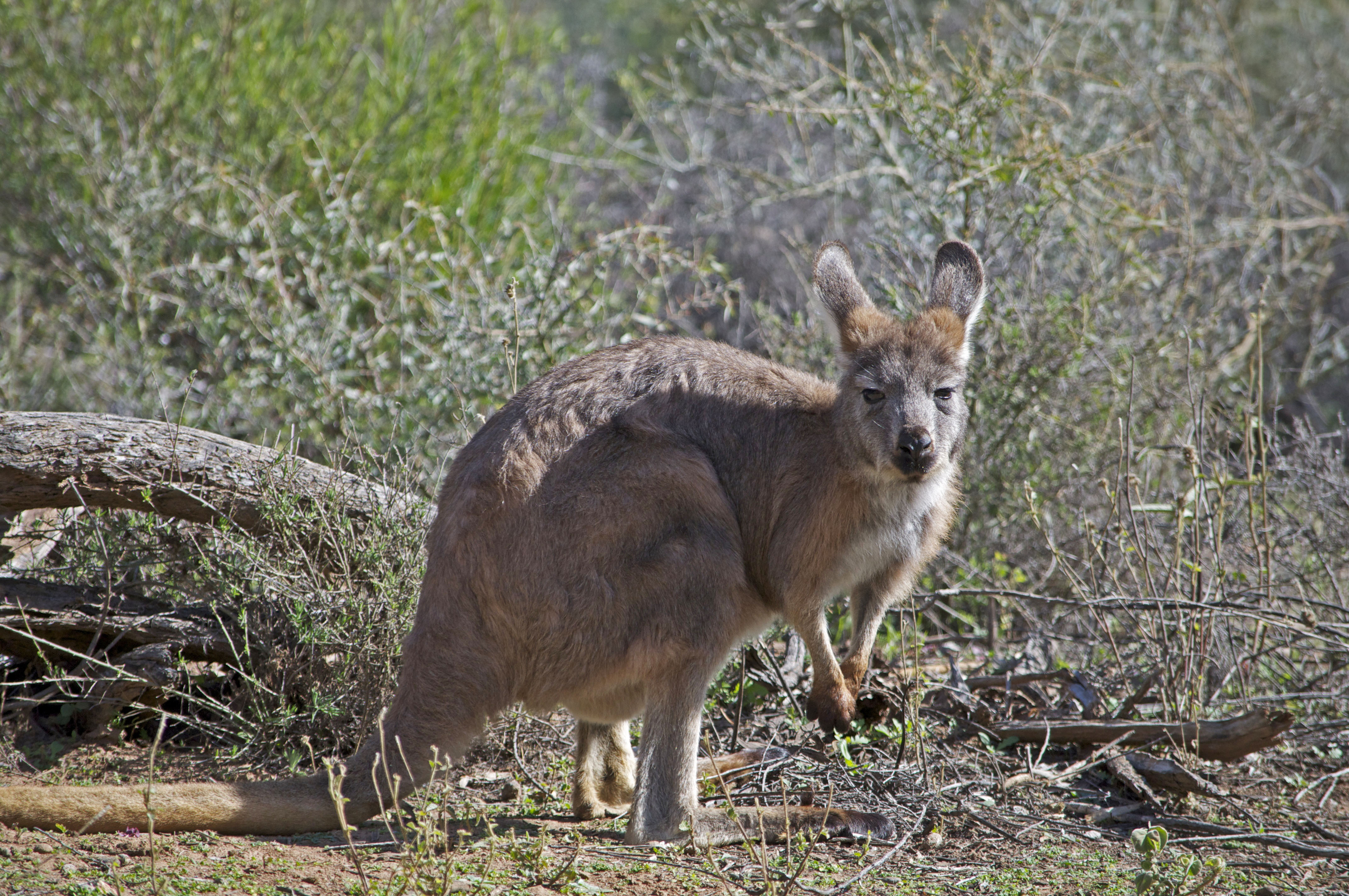
Bergkänguru, auch „Wallaroo“ genannt

## Lebensbedingungen der Kängurus
Die Kängurus werden in Australien nicht speziell für den Verzehr gezüchtet, sie leben wild in freier Natur. Da die Tiere außer dem Dingo keine natürlichen Feinde mehr haben und als sehr anpassungsfähig bekannt sind, vermehren sie sich stark. Dabei kommt es nicht nur zu Konflikten mit Farmern, durch Überweidung schädigen die Kängurus auch die Böden und die Vegetation.
Aus diesen Gründen legt jeder Bezirk Abschussquoten für die unterschiedlichen Känguruarten fest und erteilt sowohl kommerzielle als auch private Jagdlizenzen. Der Großteil des Fleisches wird exportiert, davon 80 Prozent nach Europa. Die wichtigsten Importländer sind Deutschland, Belgien, Dänemark und Frankreich.
Angesichts der immer größeren Populationen ist die Verarbeitung von Kängurufleisch zu Tierfutter seit 2019 auch in Australien offiziell gestattet.

## Eigenschaften und Verwendung von Kängurufleisch

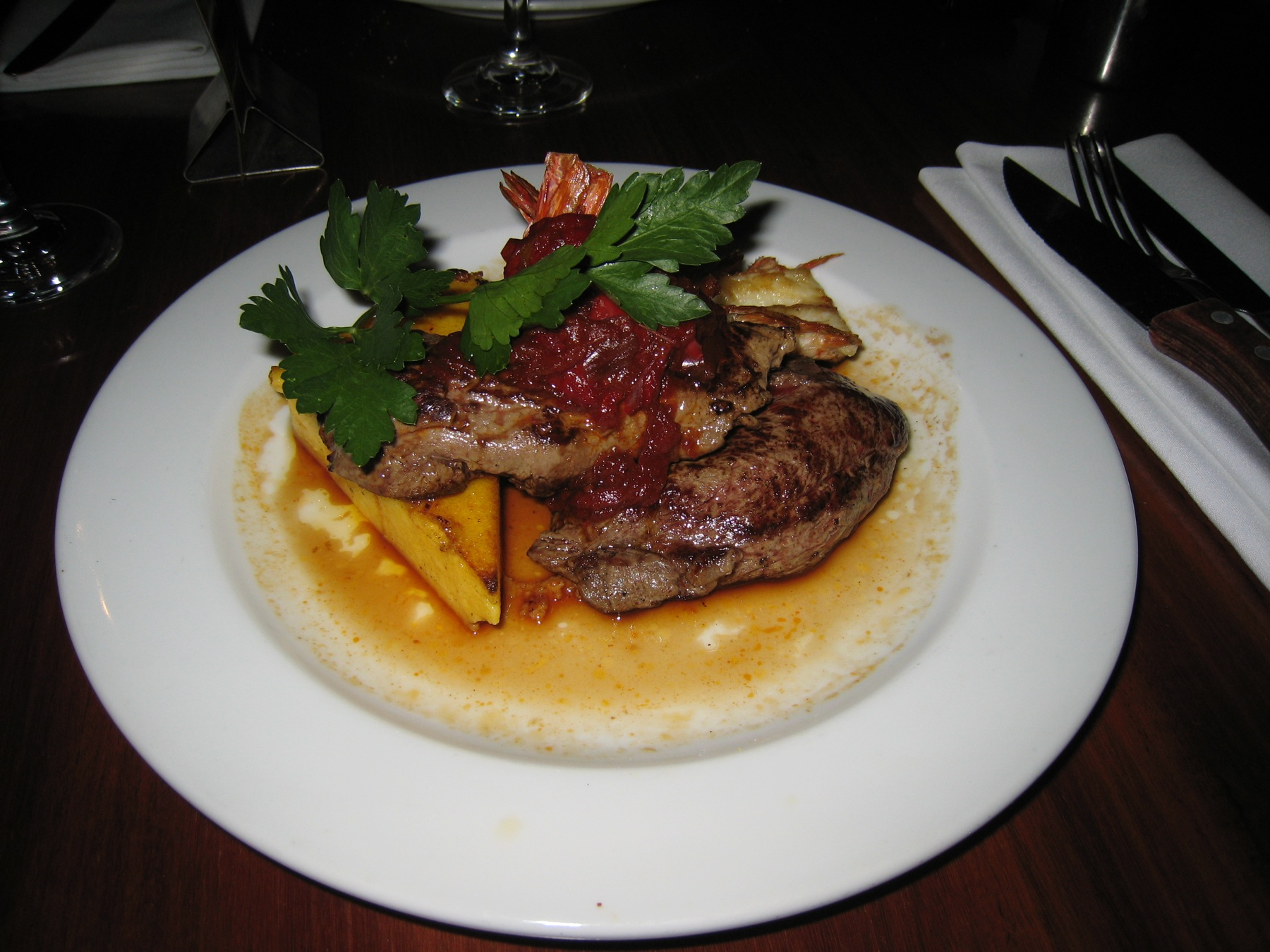
Kangaroo Steak in einem Restaurant in Sydney

Das Kängurufleisch ist dunkelrot und enthält nur zwei Prozent Fett, ist also sehr mager. Kängurufleisch enthält außerdem Eisen, Zink, Omega-3-Fettsäuren und Vitamin B. Das Australische Landwirtschaftsministerium bewirbt Kängurufleisch als nachhaltig, weil die Tiere in freier Wildbahn leben, wo sie keine veterinärmedizinischen Mittel erhalten und außerdem deutlich weniger Kohlendioxid (CO2) produzieren als Rinder.
Der Geschmack ähnelt dem von Wild und es wird genau wie anderes „rotes Fleisch“ zubereitet. Es kann gegrillt, geschmort, gekocht oder gebraten werden, wegen des geringen Fettgehaltes soll es jedoch nur „medium“ zubereitet werden, da das Fleisch ansonsten sehr trocken und hart wird.
In Deutschland wird Kängurufleisch in Fleischereien angeboten, die auch mit Wild- bzw. Pferdefleisch handeln, sowie in einigen großen Supermärkten.
Weil das Angebot an Kängurufleisch die Nachfrage für den menschlichen Verzehr deutlich übersteigt, wird das Fleisch auch zu Hunde- oder Katzenfutter verarbeitet.